# Königstor (Kassel)
Das Königstor ist eine nach einem der ehemaligen Stadttore benannte Straße in Kassel. Der Name geht auf den hessischen Landgrafen Friedrich I. zurück, der 1720 schwedischer König wurde.

## Geschichte
Das alte Königstor führte ursprünglich vom nordwestlichen Stadttor aus etwa parallel zum heutigen Verlauf der Wilhelmshöher Allee durch Gärten in Richtung des Orts Wahlershausen im heutigen Stadtteil Wilhelmshöhe, 1906 eingemeindet. Nach Abriss der Festungsmauern und der durch Simon Louis du Ry geplanten Erweiterung um die Oberneustadt folgte nach dem Spätbarock der Ausbau ständischer Vertretungen im Historismus. Diese knüpften nördlich der Königsstraße am heutigen Ständeplatz an und ermöglichten jenseits des neuen Tores mit dem Einsetzen der für Kassel späten Industrialisierung nach 1850 zur Westentwicklung jenseits des Bahnhofsgebietes. Die dörfliche Prägung des Königstors gegenüber dem "Hohenzollern"- oder nach dem Stifter genannten Aschrottviertels ließ das residenzielle Wachstum für die Beamten- und Bürgerschicht zur westlichen Stadt, dem Vorderen Westen werden.

## Bebauung

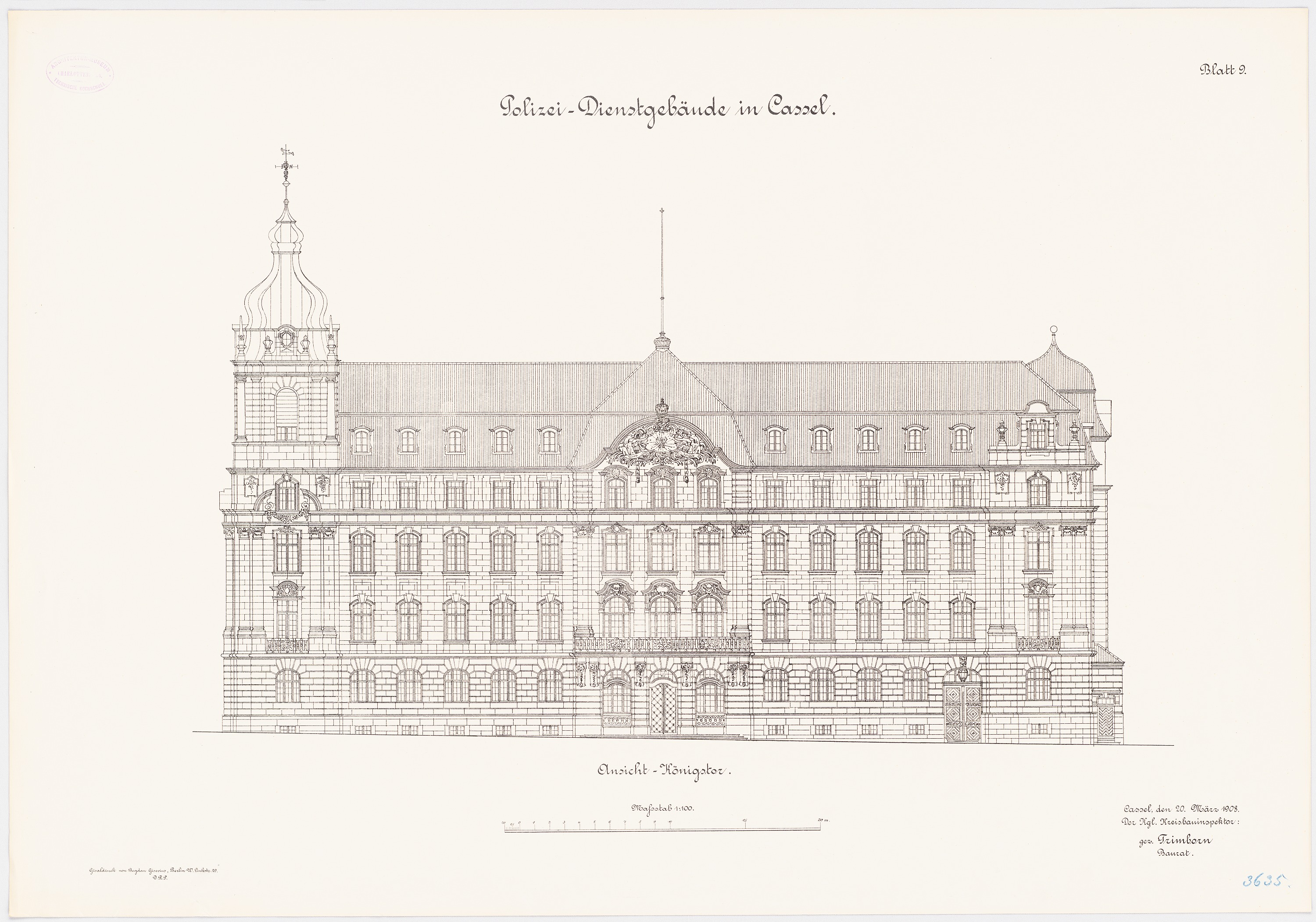
Fassadenaufriss des ehemaligen Polizeipräsidiums

Die aus der Zeit der napoleonisch-westphälischen Besetzung geprägten Anlagen zwischen Wilhelmshöher Tor und Friedrichstraße im Süden und dem Köllnischen Tor im Norden sind prägend aus der Zeit zwischen der Aufklärung und der Herausbildung der Ständestaaten (Ständehaus) und der späteren Reichseinigung.
In Höhe des Wilhelmshöher Platzes (heute etwa Murhardstraße und ehemalige Ingenieursschule) schließt das Gelände an die Bebauung der Gründerzeit an, die vielfach von Baumeistern ausgeführt wurden. Hierbei sind Schmuck und Stuckaturen durch die Stilelemente des Eklektizismus aus allen klassischen Epochen in Form von Säulen, Versprüngen und Fassadengliederung, sowie den Dachaufbauten und Erkern ausgeprägt für die bürgerlich-liberalen Wohngebiete der Beamten und ständestaatlichen Aristokratie. Darüber hinaus sind Elemente aus dem Jugendstil und der Art déco erkennbar.
Auf dem Grundstück Königstor 31 wurde ab 1904 ein spätklassizistisches Gebäude in „preußischem“ Barock errichtet und im Jahr 1907 den „Schutzbehörden“ der Polizei übergeben. Während der nationalsozialistischen Herrschaft zwischen 1933 und 1945 war dort die Geheime Staatspolizei untergebracht, die die Deportation und Verfolgung im NS-Staat federführend mitorganisierte. In den 1950er-Jahren noch wurden die Zustände der Zellen in dem weiterhin durch die Polizeibehörden genutzten Gebäude beanstandet.
Seit der Errichtung des Polizeipräsidiums Ende der 1990er-Jahre in dem Neubau am Kasseler Hauptbahnhof wird das Gebäude ohne feste Bedeutung genutzt, derzeit als Depot für die museumslandschaft hessen-kassel.